# チキウ岬灯台
チキウ岬灯台（チキウみさきとうだい）は、北海道室蘭市にあるチキウ岬（地球岬）に立つ白亜八角形の灯台。「日本の灯台50選」「土木学会選奨土木遺産」選定。「地球岬の絶景」は室蘭八景になっており、100m前後の断崖絶壁が連なっている。
普段は立ち入り禁止となっているが、年に1・2回灯台の一般公開が行われる（荒天中止）。

## 歴史
- 1919年（大正8年）12月1日 - 霧信号所を設置[5]。
- 1920年（大正9年）4月1日 - 灯台が完成、初点灯[6]。
- 1953年（昭和28年）11月1日 - 無線方位信号所を設置。
- 1989年（平成元年）7月31日 - 霧信号所を廃止。
- 1991年（平成3年）4月12日 - 無人化。
- 1992年（平成4年）10月31日 - 無線方位信号所を廃止。
- 1998年（平成10年） - 「日本の灯台50選」に選定[1]。
- 2005年（平成17年） - 「土木学会選奨土木遺産」に選定[2]。

## 交通
北海道旅客鉄道（JR北海道）母恋駅から車で約10分。
道南バス「地球岬団地」バス停から徒歩約20分。

## ギャラリー

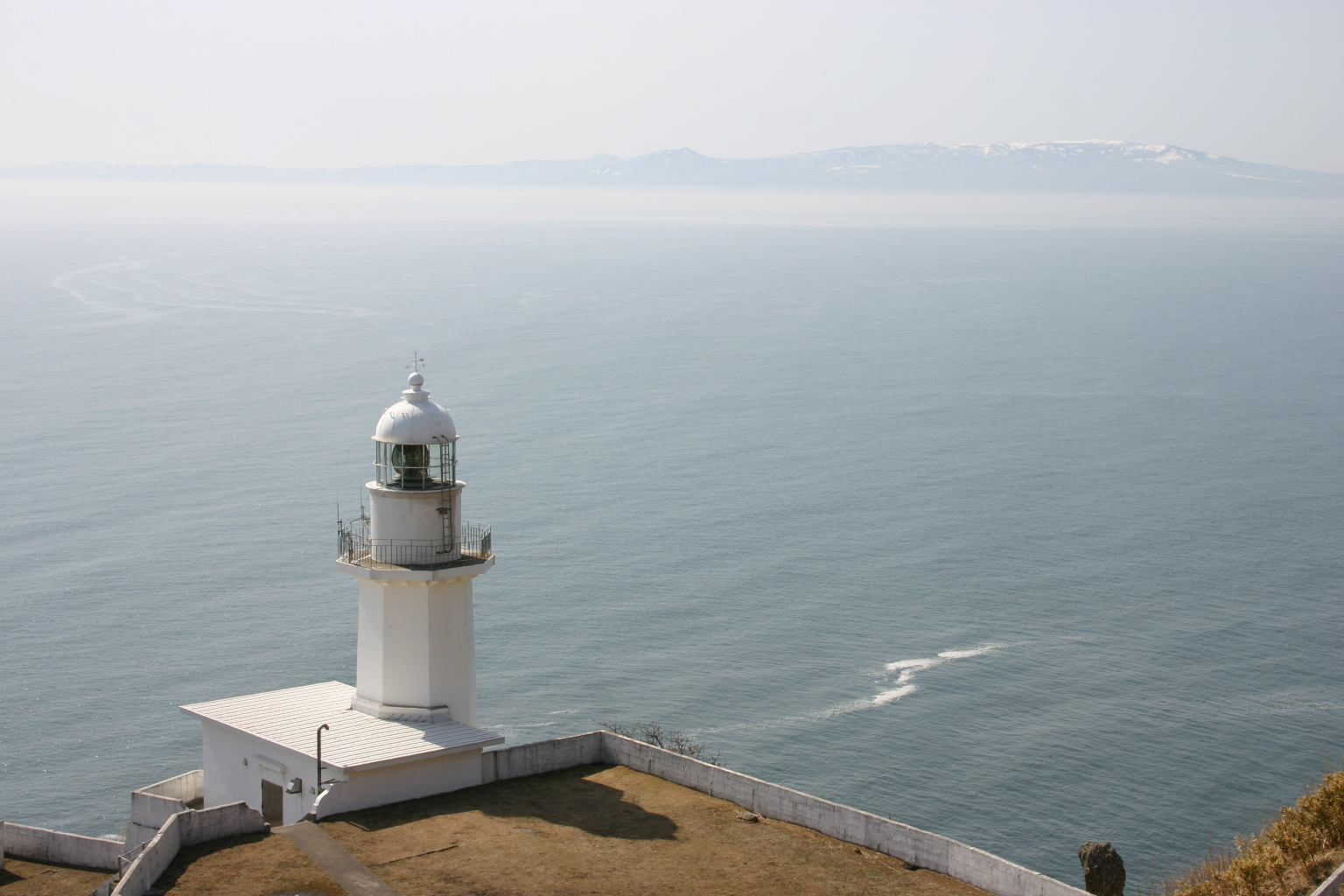
チキウ岬灯台（2008年3月）
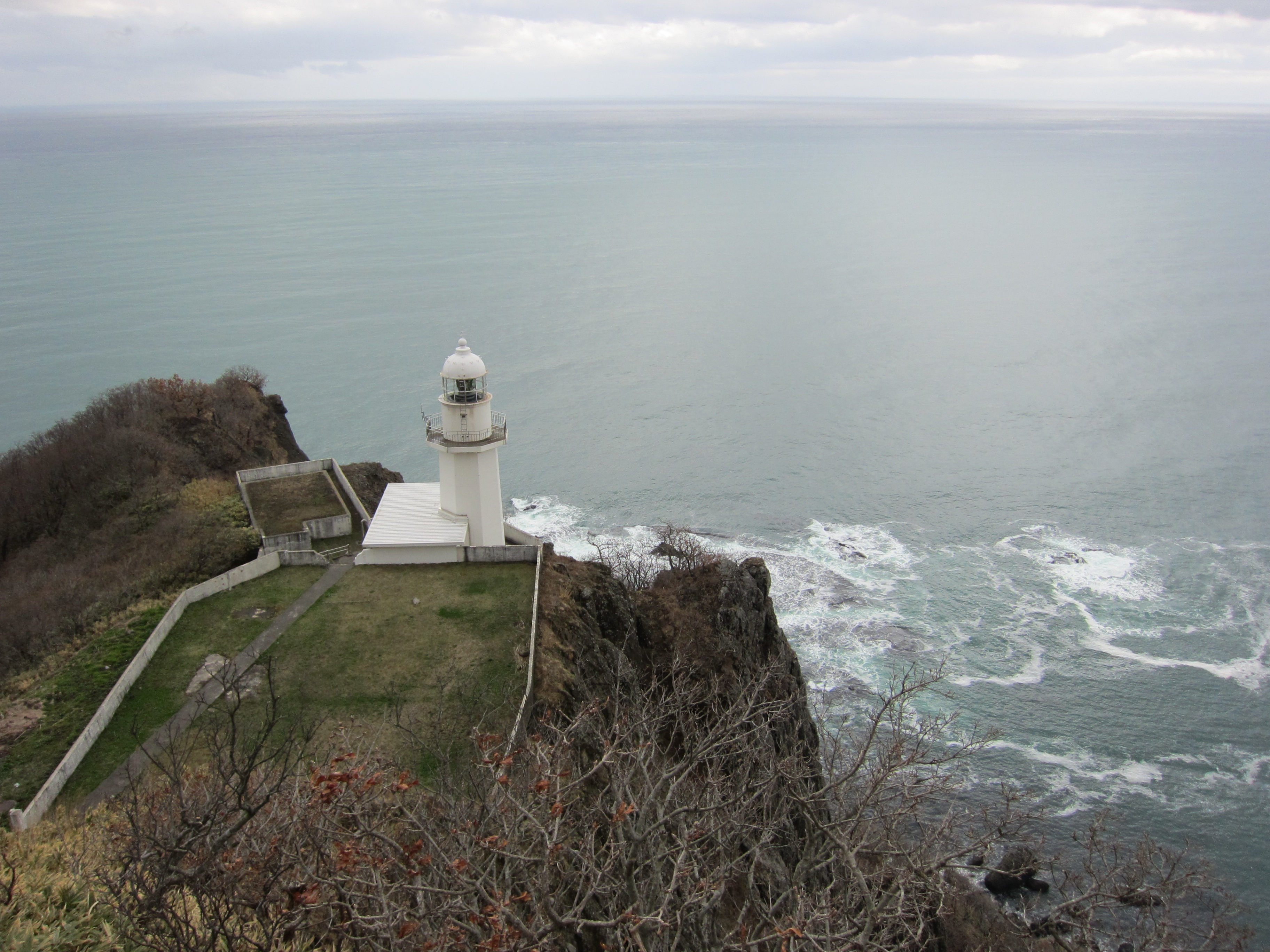
チキウ岬灯台（2011年4月）
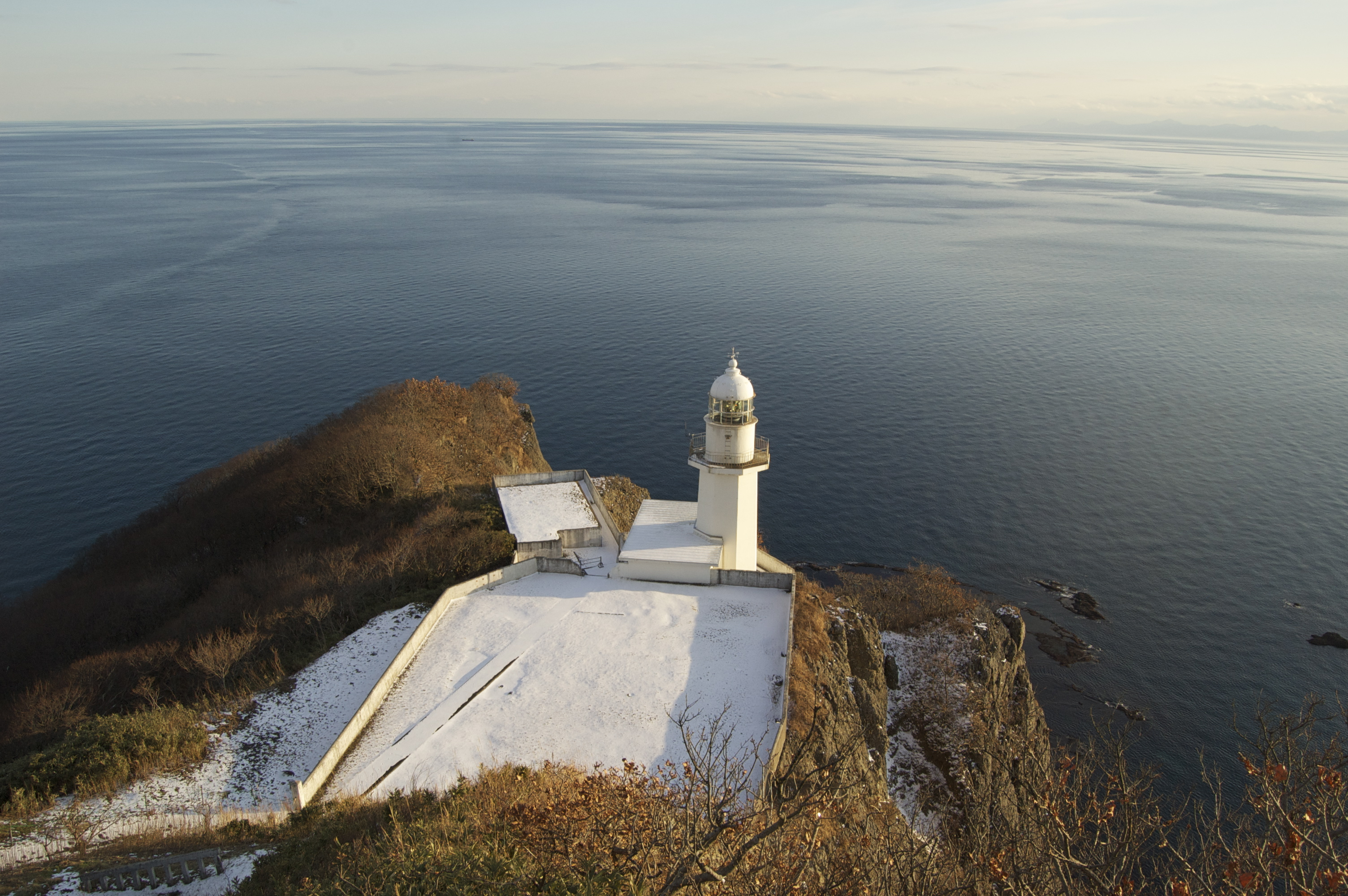
チキウ岬灯台（2011年12月）
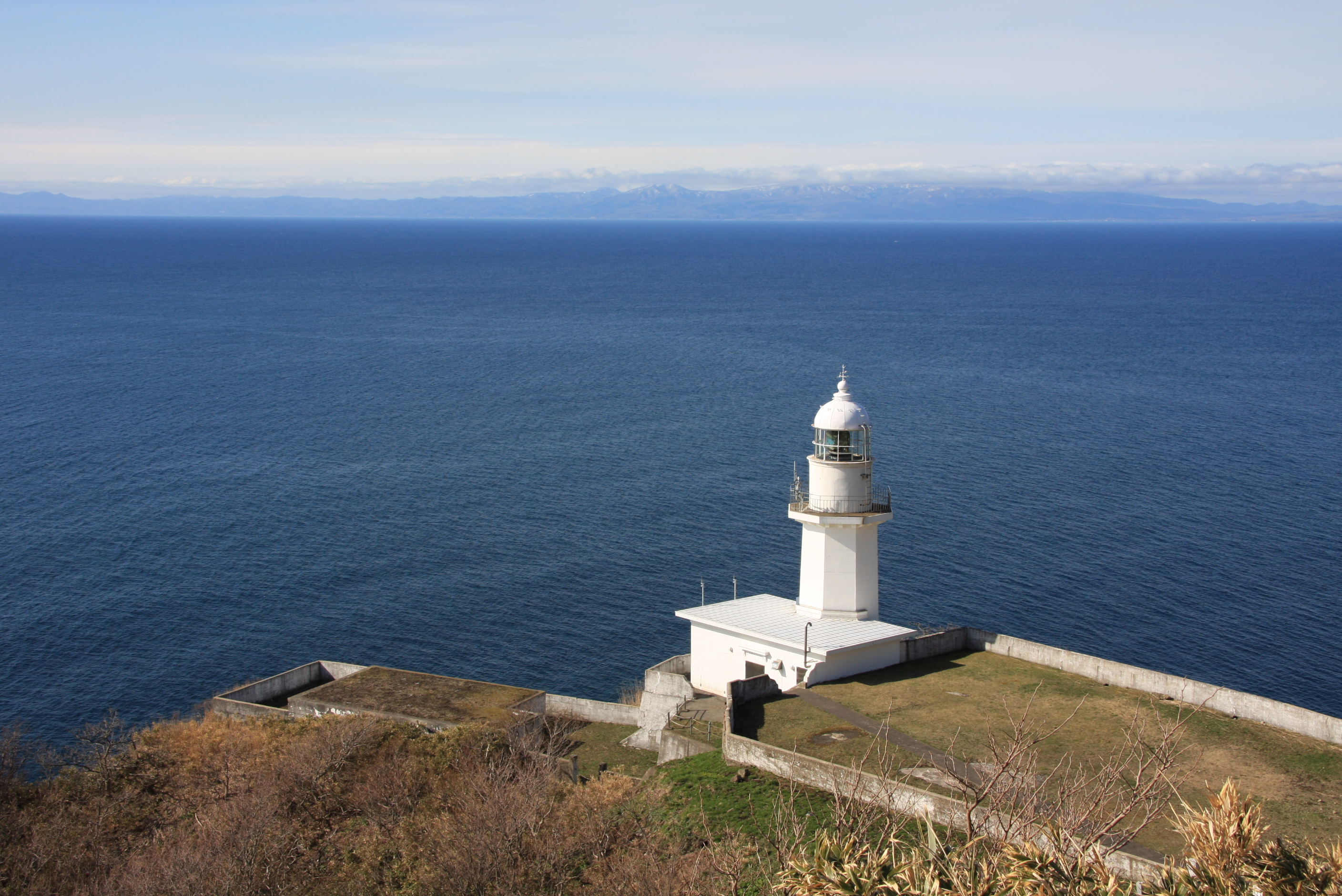
チキウ岬灯台（2013年5月）